# Texcoco (jezioro)

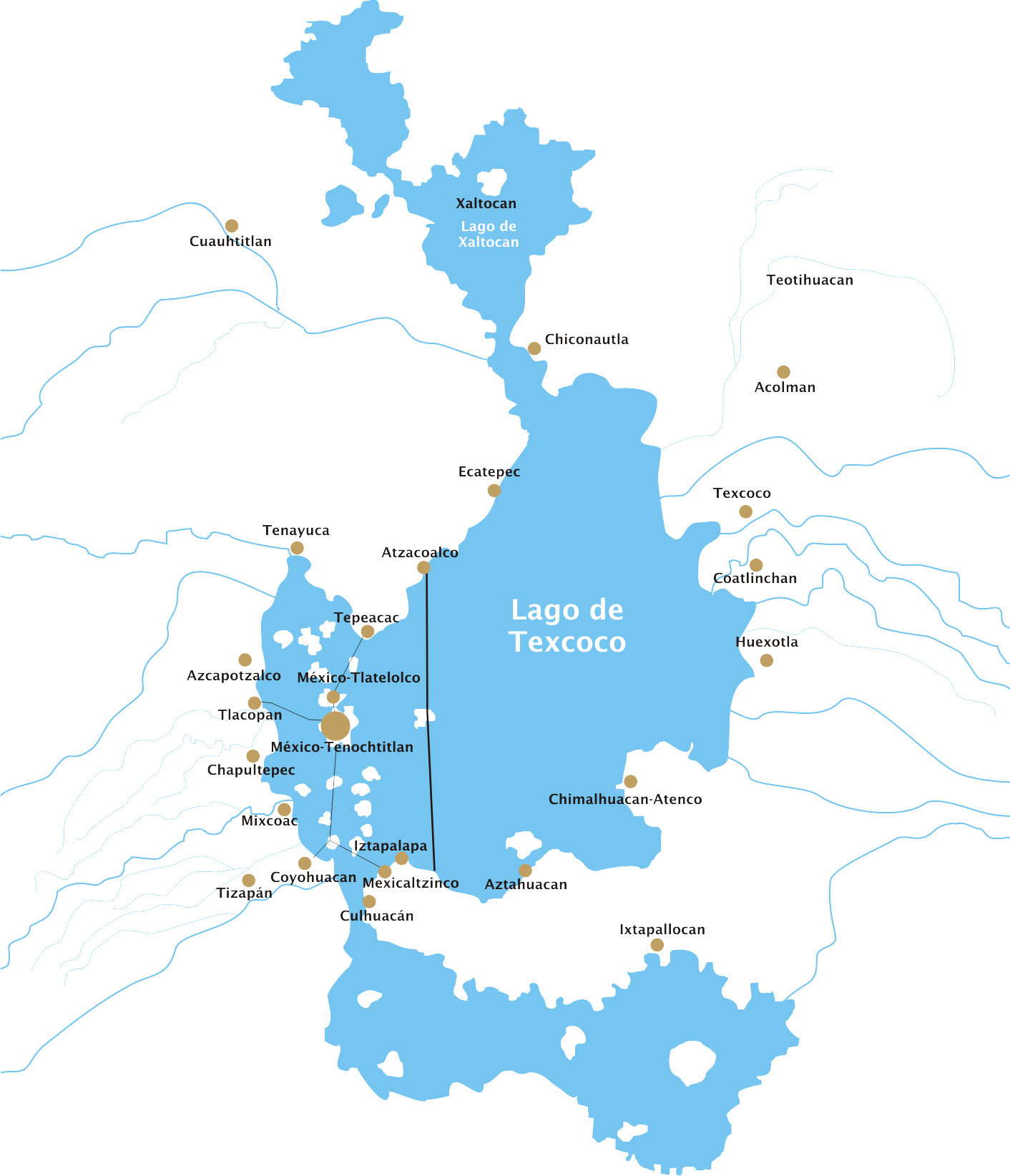
Mapa kotliny (Doliny Meksyku) w czasie przybycia Hiszpanów.

Texcoco (hiszp. Lago de Texcoco) – jezioro w środkowym Meksyku, położone na wysokości 2239 m n.p.m. Dawniej jedno z pięciu jezior znajdujących się w Dolinie Meksyku (Anáhuac), obecnie zostało osuszone. Jedyną pozostałością po nim są niewielkie słone bagna. Stolica Azteków – Tenochtitlán – była położona na licznych wysepkach, rozsianych po Texcoco, połączonych groblami ze stałym lądem.
Na jego wybrzeżach znajdowało się jeszcze kilka innych prekolumbijskie miast, m.in.: Texcoco i Tlacopán, a także Azcapotzalco i Culhuacan. Nad połączonym z nim jeziorem Xochimilco leżało miasto Xochimilco, a nad leżącym jeszcze dalej jeziorem Chalco leżało miasto Chalco.
Hiszpanie, którzy po pokonaniu Azteków liczyli, że po osuszeniu jeziora uzyskają żyzne gleby nie uzyskali pożądanych rezultatów, głównie z powodu dużego zasolenia.

## Osuszanie jeziora
Miasto Meksyk cierpiało na okresowe powodzie. W 1604 roku jezioro zalało miasto. W 1607 roku uczyniło to ponownie z jeszcze większą siłą. Pod kierownictwem Enrico Martineza wybudowano system drenażowy mający umożliwić kontrolowanie poziomu jeziora. Mimo tego w 1629 roku kolejna fala powodziowa nawiedziła miasto i pokrywała je przez pięć kolejnych lat. W tym czasie debatowano na temat, gdzie przenieść miasto, jednak władze zdecydowały o utrzymaniu obecnej lokalizacji. 
W końcu jezioro zostało osuszone kanałami i tunelem do rzeki Panuco, ale nawet to nie zatrzymało powodzi, ponieważ do tego czasu całe miasto znalazło się pod poziomem zwierciadła wód podziemnych. Powodzie nie były do końca kontrolowane aż do 20. wieku. W 1967 roku wybudowano Drenaje Profundo (Głęboki System Drenażu), sieć kilkuset kilometrów tuneli, na głębokości od 30 do 250 metrów. Centralny tunel miał średnicę 6,5 metra i odbierał wody deszczowe ze zbiornika. 
Osuszając jezioro spodziewano się pozyskać znaczące areały ziemi uprawnej, ta jednak okazała się zbyt nasycona solami czyniąc ją niezdatną rolniczo. Ekologiczne konsekwencje odwodnienia jeziora były olbrzymie. Niektóre części dolin zamieniły się w półpustynie i nawet dzisiaj Meksyk cierpi na braki wody. Ze względu na nadmierny drenaż, który powoduje zmniejszanie się warstwy wodonośnej, miasto Meksyk obniżyło się w przeciągu ostatniego stulecia o 10 metrów. Dodatkowo, ponieważ pod miastem leżą miękkie jeziorne osady, miasto okazało się podatne na upłynnienie gruntu podczas trzęsień ziemi. Najbardziej znaczący przypadek tego typu miał miejsce w 1985 roku, kiedy trzęsienie ziemi spowodowało zawalenie się setek budynków i zabrało ze sobą tysiące ludzkich istnień.
Termin „Jezioro Texcoco” odnosi się dziś tylko do dużego obszaru otoczonego solnymi bagnami 4 km na wschód od miasta Meksyk, który pokrywa się z dawnym podłożem jeziora. Istnieją także niewielkie pozostałości jezior Xochimilco, Chalco i Zumpango. 
Pewne gatunki rodzime dla jeziora są dziś zagrożone lub wyginęły.
Współczesne jezioro Texcoco ma wysoką koncentrację soli i jego wody są odparowywane w celu ich eksploatacji. Meksykańska firma Sosa Texcoco S.A posiada 800 hektarów (2000 akrów) powierzchni do słonecznego odsalania, znanej jako El Caracol.